# Saint-Eusèbe (Saône-et-Loire)
Saint-Eusèbe is een gemeente in het Franse departement Saône-et-Loire (regio Bourgogne-Franche-Comté). De plaats maakt deel uit van het arrondissement Chalon-sur-Saône. Saint-Eusèbe telde op 1 januari 2022 1.175 inwoners.

## Geografie
De oppervlakte van Saint-Eusèbe bedroeg op 1 januari 2022 21,21 vierkante kilometer; de bevolkingsdichtheid was toen 55,4 inwoners per km².

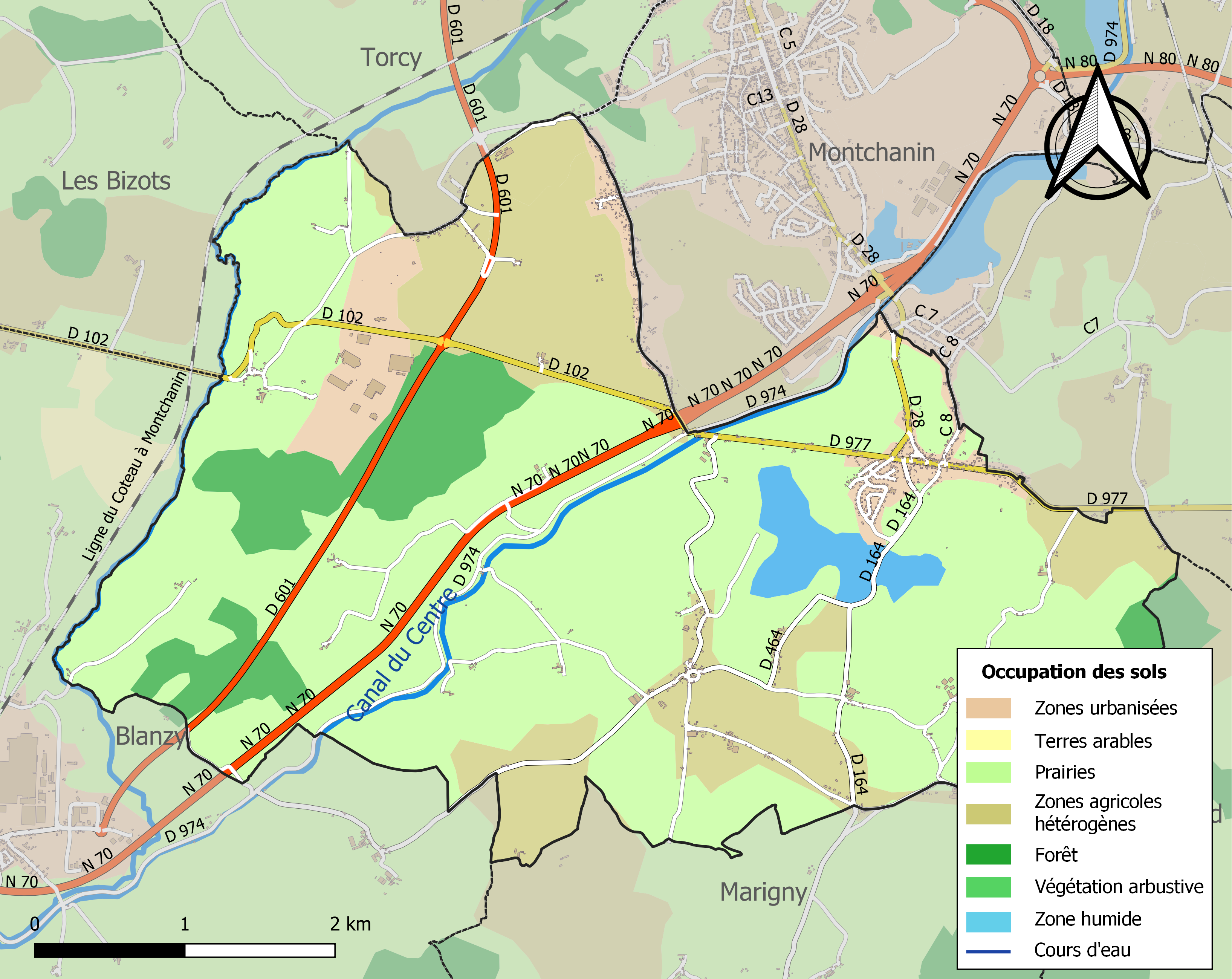
Kaart van de gemeente met de belangrijkste infrastructuur, bodemgebruik en omliggende gemeenten

## Demografie
Onderstaande figuur toont het verloop van het inwonertal (bron: INSEE-tellingen).